# 褐毛鳞盖蕨
褐毛鳞盖蕨（学名：Microlepia pilosula）为姬蕨科鳞盖蕨属下的一个种。

## 扩展阅读
維基物種上的相關：褐毛鳞盖蕨